# Phrygilus punensis
El yal peruano, también llamado fringilo peruano (en Perú) o gorrión (Phrygilus punensis), es una especie de ave paseriforme de la familia de los Thraupidae perteneciente al género Phrygilus. Se encuentra en áreas de altura del oeste de Bolivia y gran parte del Perú.

## Distribución y hábitat
Se distribuye desde el norte de Perú (Cajamarca) hasta el noroeste de Bolivia (La Paz).
Habita en laderas de áreas andinas y puneñas, entre rocas, pastos altos y arbustos, en quebradas y especialmente en bosques de queñoa (Polylepis), siempre por sobre los 2500 m s. n. m., hasta los 4500 m. También puede vivir en áreas verdes de poblados, así como ambientes rurales, en derredor de zonas agrícolas. En el invierno austral (la estación seca) suele descender a altitudes más bajas. No es una especie amenazada. Es común a moderadamente común en toda su área de distribución.

## Descripción
Mide de 15,5 a 16 cm de longitud; con peso de 35,9 a 38,5 g. El macho posee el iris castaño; pico córneo; patas color carne. Cabeza y cuello gris celeste oscuro. Dorso y ventral de base amarilla, con tonos naranja-opaco en el dorso y alimonados en el vientre. Alas y cola como el capuchón pero más claro. Abdomen blanquecino. 
La hembra tiene menos celeste y más gris, mientras que las partes amarillas son más castaño-pálidas, con tonos verdosos en el dorso. Los inmaduros son más apagados y más pardo amarillento por abajo.

## Comportamiento

### Alimentación
Esta especie se alimenta de semillas y artrópodos, mayormente en el suelo. Lo hace solo o en pareja; forma pequeñas bandadas en época no reproductiva, las que pueden mezclarse con otras especies.

### Vocalización
El canto es una frase musical pero repetitiva, compuesta de notas dadas en pares alternados «tuiip-tsiip, twiip-tsiip».

## Sistemática

### Descripción original
Esta especie fue originalmente descrita en el año 1887 por el ornitólogo estadounidense Robert Ridgway, bajo el mismo nombre científico. La localidad tipo es: «cuenca del lago Titicaca en Perú y Bolivia»

### Etimología
El nombre genérico masculino Phrygilus proviene del griego «phrugilos»: ave no identificada, mencionada por Aristófanes, tal vez algún tipo de pinzón; y el nombre de la especie «punensis» se refiere al hábitat de la especie, las mesetas altoandinas conocidas como Puna.

### Relaciones filogenéticas
Este taxón estaría estrechamente relacionado con Phrygilus atriceps, y ha sido sugerido que sería sólo una subespecie de la última, si bien la especie que externamente es más similar es Phrygilus gayi, aunque la distribución de P. atriceps se interpone entre ambas. Formaría una superespecie con los otros yales "encapuchados" (P. atriceps, P. gayi y P. patagonicus), grupo el cual, según resultados de análisis moleculares, estaría relacionado al género Sicalis.

### Subespecies y distribución
Según la clasificación del Congreso Ornitológico Internacional (IOC)  y  Clements Checklist v.2015, se reconocen dos subespecies, con su correspondiente distribución geográfica:
- Phrygilus punensis chloronotus Berlepsch y Stolzmann, 1896. Se distribuye en los Andes del norte y centro del Perú, desde el sur de Cajamarca hasta Ayacucho y el norte de Cuzco.
- Phrygilus punensis punensis Ridgway, 1887. La subespecie típica se distribuye desde los Andes de Puno en el sur del Perú hasta La Paz en el noroeste de Bolivia.